# 托鲁维亚德尔卡斯蒂略
托鲁维亚德尔卡斯蒂略，是西班牙卡斯蒂利亚-拉曼恰昆卡省的一个市镇。总面积18平方公里，总人口37人（2001年），人口密度2人/平方公里。